# Dyenmonus nigriceps
Dyenmonus nigriceps là một loài bọ cánh cứng trong họ Cerambycidae.